# Кузнецкий район (Пензенская область)

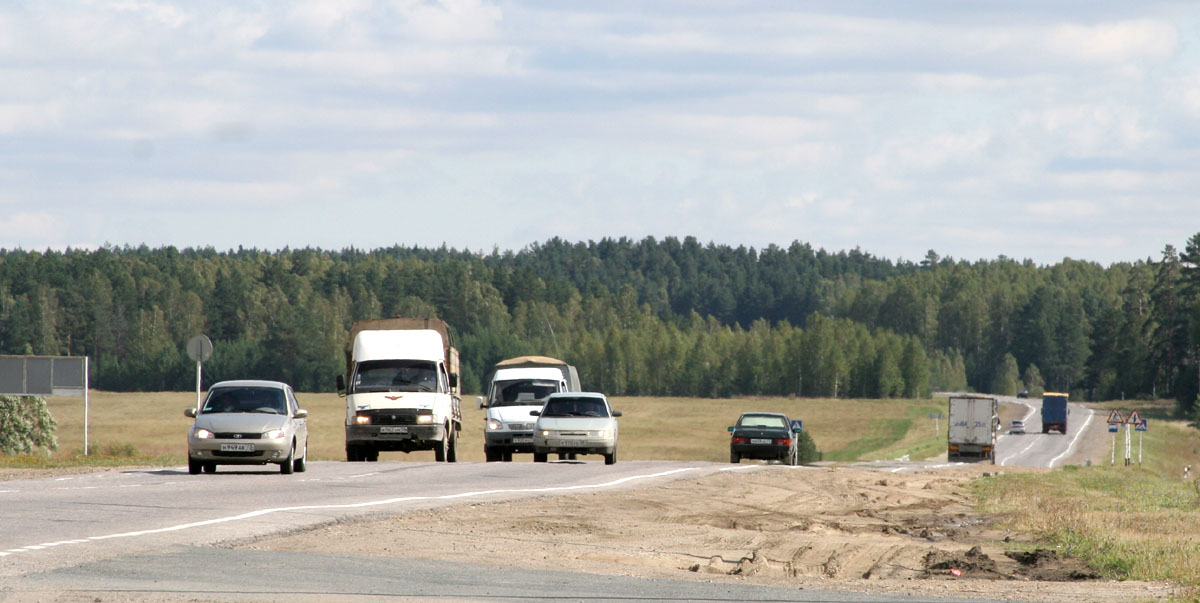
Трасса близ Кузнецка

Кузне́цкий райо́н — административно-территориальная единица (район) и муниципальное образование (муниципальный район) в Пензенской области России.
Административный центр — город Кузнецк (в состав района не входит).

## География

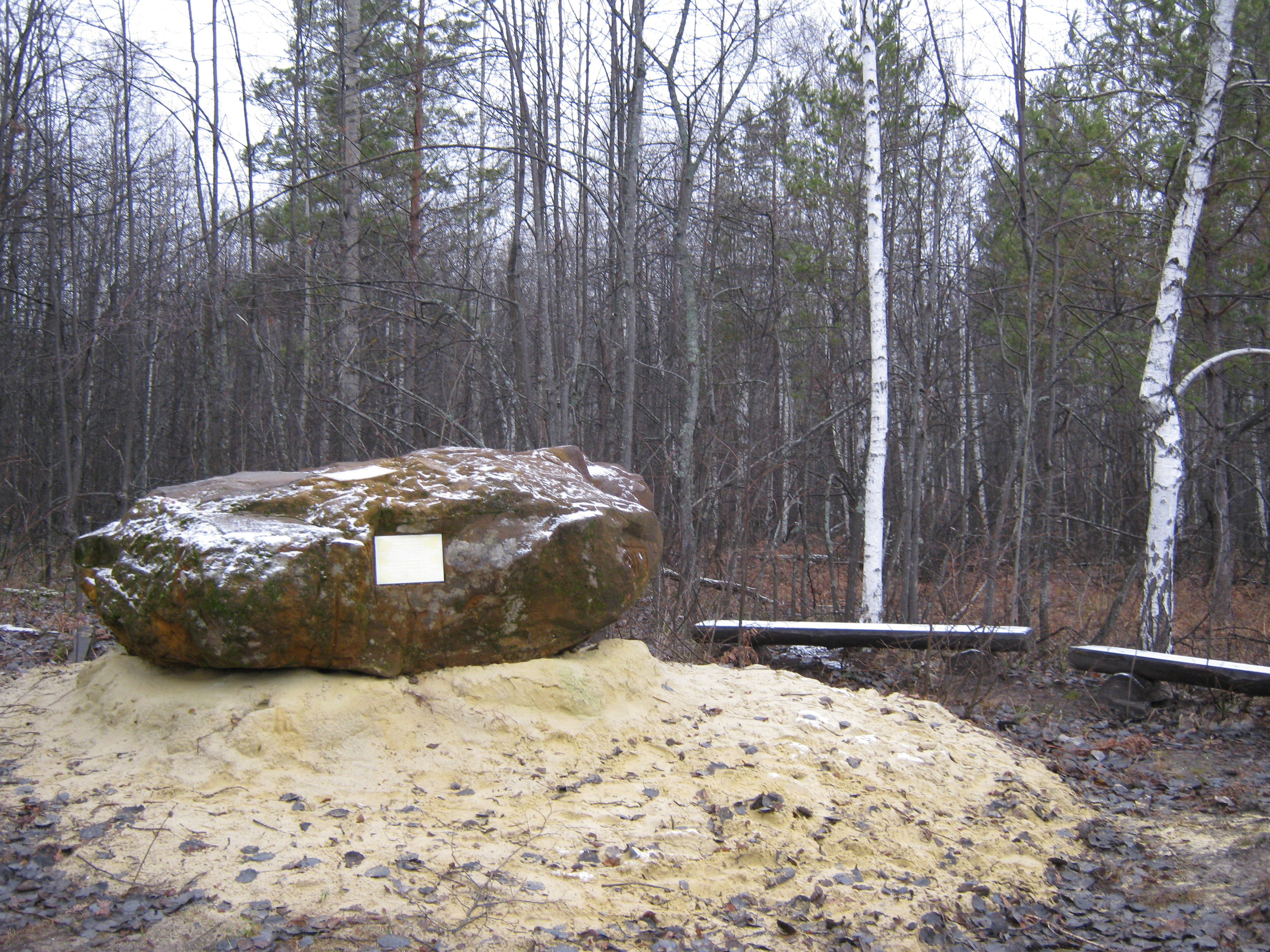
Наивысшая точка Пензенской области

Общая площадь района составляет 2090 км². Протяжённость района с севера на юг — 60 км, с запада на восток — 61 км.
Кузнецкий район граничит: на востоке с Николаевским районом Ульяновской области; на юге — с Неверкинским; на западе — с Камешкирским и Городищенским районами; на севере — с Сосновоборским районом Пензенской области и с Барышским районом Ульяновской области.
По температурным условиям территория района относится ко II агроклиматическому району Пензенской области. Климат умеренно континентальный со средней температурой июля +19º С, января −13º С. Средняя температура за год составляет +10ºС.
Местность лесостепная, лесные площади занимают 47,8 процентов от всей площади района. Рельеф района в основном холмисто-равнинный пересечённый овражно-болотистой сетью. Почвы района: чернозёмы выщелоченные, тёмно-серые лесные, серые лесные, светло-серые лесные. Преобладают легкоглинистые, суглинистые почвы, они составляют от общей площади 87 процентов.
Кузнецкий район имеет разветвлённую сеть рек, ручьёв. Главными реками района являются реки Труёв, Сура, Кадада, Каслей-Кадада, Тютнярь, Кряжим. Общая протяжённость рек составляет 364 км. В районе насчитывается 14 прудов общей площадью 870 гектар. Широко известны источники минеральной воды, обладающей органолептическими свойствами. В районе расположены знаменитые Шелемисские родники, Бутурлинский родник.
В Кузнецком районе находится самая высокая точка поверхности Пензенской области. Она расположена в 15 километрах к юго-востоку от Кузнецка и имеет абсолютную высоту 342.037 метра. Местные жители называют это место «Труёвскими горами», геодезисты обозначают как «триангуляционный пункт Кармановка».

## История
Район образован 16 июля 1928 года в составе Кузнецкого округа (упразднён 30.07.1930) Средне-Волжской области. В него вошла большая часть бывшего Кузнецкого уезда Саратовской губернии.
С 20 октября 1929 года район в составе Средне-Волжского края (он же Куйбышевский с 27.01.1935 года), с 5 декабря 1936 года — в Куйбышевской области.
4 февраля 1939 года район передан в состав вновь образованной Пензенской области, город Кузнецк отнесён к категории городов областного подчинения.
В 1963—1965 годах в состав района входила территория упразднённых Камешкирского и Неверкинского районов.
В соответствии с Законом Пензенской области от 2 ноября 2004 года № 690-ЗПО в районе образовано 2 городских и 12 сельских поселений (сельсоветов), установлены границы муниципальных образований.

## Население
Динамика численности населения района:
| 1939    | 1959    | 1970    | 1979    | 1989    | 2002    | 2009    |
| ------- | ------- | ------- | ------- | ------- | ------- | ------- |
| 61 624  | ↘49 487 | ↘47 808 | ↘44 247 | ↘41 597 | ↗41 712 | ↘40 893 |
| 2010    | 2011    | 2012    | 2013    | 2014    | 2015    | 2016    |
| ↘38 056 | ↘37 941 | ↘37 691 | ↘37 576 | ↘37 494 | ↗37 608 | ↘37 484 |
| 2017    | 2018    | 2021    |         |         |         |         |
| ↘37 363 | ↘36 905 | ↘34 489 |         |         |         |         |

### Урбанизация
В городских условиях (рабочие посёлки Верхозим и Евлашево) проживают  17,43 % населения района.

### Национальный состав
68,7 % — русские, 28 % — татары,  2,1 % — мордва и 3,3 % — представители прочих национальностей.

## Административное деление
В Кузнецкий район как административно-территориальное образование входят 2 рабочих посёлка (пгт) и 11 сельсоветов.
В муниципальный район входят 13 муниципальных образований, в том числе 2 городских поселения и 11 сельских поселений.
| №        | Муниципальное образование | Административный центр   | Количество населённых пунктов | Население | Площадь, км2 |
| -------- | ------------------------- | ------------------------ | ----------------------------- | --------- | ------------ |
| 1e-06    | Городские поселения:      |                          |                               |           |              |
| 1        | рабочий посёлок Евлашево  | рабочий посёлок Евлашево | 2                             | ↘5829     | 148,30       |
| 2        | рабочий посёлок Верхозим  | рабочий посёлок Верхозим | 3                             | ↘1677     | 78,16        |
| 2.000002 | Сельские поселения:       |                          |                               |           |              |
| 3        | Анненковский сельсовет    | село Анненково           | 5                             | ↘2999     | 257,26       |
| 4        | Большетруевский сельсовет | село Большой Труев       | 3                             | ↘4872     | 111,35       |
| 5        | Комаровский сельсовет     | село Комаровка           | 5                             | ↗1024     | 203,04       |
| 6        | Махалинский сельсовет     | село Махалино            | 5                             | ↘2569     | 151,97       |
| 7        | Никольский сельсовет      | село Никольское          | 1                             | ↘1513     | 97,37        |
| 8        | Посёльский сельсовет      | село Посёлки             | 3                             | ↘3377     | 169,47       |
| 9        | Сюзюмский сельсовет       | село Сюзюм               | 4                             | ↘1148     | 57,06        |
| 10       | Тарлаковский сельсовет    | село Бестянка            | 3                             | ↘1808     | 59,60        |
| 11       | Чибирлейский сельсовет    | село Чибирлей            | 2                             | ↘790      | 221,89       |
| 12       | Явлейский сельсовет       | село Явлейка             | 11                            | ↘1528     | 393,19       |
| 13       | Яснополянский сельсовет   | село Пионер              | 6                             | ↘5355     | 122,47       |

22 декабря 2010 года в соответствии с Законом Пензенской области № 1992-ЗПО были упразднены Радищевский и Тихменевский сельсоветы с включением их территорий в состав других сельсоветов.

### Населённые пункты
В Кузнецком районе 53 населённых пункта.
| №  | Населённый пункт   | Тип                     | Население | Муниципальное образование |
| -- | ------------------ | ----------------------- | --------- | ------------------------- |
| 1  | Алексеевка         | село                    | ↗537      | Яснополянский сельсовет   |
| 2  | Анненково          | село                    | ↘1631     | Анненковский сельсовет    |
| 3  | Бабарыкино         | село                    | ↘9        | Явлейский сельсовет       |
| 4  | Бестянка           | село                    | ↘1266     | Тарлаковский сельсовет    |
| 5  | Благодатка         | село                    | ↗353      | Посёльский сельсовет      |
| 6  | Большой Труев      | село                    | ↗1750     | Большетруевский сельсовет |
| 7  | Боровая            | деревня                 | ↘59       | рабочий посёлок Верхозим  |
| 8  | Верхозим           | рабочий посёлок         | ↗1504     | рабочий посёлок Верхозим  |
| 9  | Верхозим           | село                    | ↘128      | рабочий посёлок Верхозим  |
| 10 | Второе Тарлаково   | село                    | ↘110      | Чибирлейский сельсовет    |
| 11 | Дворики            | село                    | ↘154      | Комаровский сельсовет     |
| 12 | Евлашево           | рабочий посёлок         | ↘4507     | рабочий посёлок Евлашево  |
| 13 | Елюзань            | железнодорожная станция | ↘513      | Сюзюмский сельсовет       |
| 14 | Журчалка           | хутор                   | ↗4        | Комаровский сельсовет     |
| 15 | Злобинка           | село                    | ↘245      | Яснополянский сельсовет   |
| 16 | Казаковка          | село                    | ↘257      | Явлейский сельсовет       |
| 17 | Каменка            | село                    | ↗516      | Яснополянский сельсовет   |
| 18 | Козляковка         | село                    | ↘140      | Явлейский сельсовет       |
| 19 | Комаровка          | село                    | ↗689      | Комаровский сельсовет     |
| 20 | Малый Труев        | село                    | ↗1300     | Большетруевский сельсовет |
| 21 | Марьевка           | село                    | ↗249      | Тарлаковский сельсовет    |
| 22 | Махалино           | село                    | ↘2006     | Махалинский сельсовет     |
| 23 | Монастырское       | село                    | ↘145      | Явлейский сельсовет       |
| 24 | Морозовка          | деревня                 | ↘52       | Сюзюмский сельсовет       |
| 25 | Нижнедубенск       | село                    | ↗8        | Анненковский сельсовет    |
| 26 | Нижнее Аблязово    | село                    | ↘206      | Анненковский сельсовет    |
| 27 | Никольское         | село                    | ↘1513     | Никольский сельсовет      |
| 28 | Новостройка        | деревня                 | ↘66       | Комаровский сельсовет     |
| 29 | Первое Тарлаково   | село                    | ↘505      | Тарлаковский сельсовет    |
| 30 | Пионер             | село                    | →1966     | Яснополянский сельсовет   |
| 31 | Посёлки            | село                    | ↗3144     | Посёльский сельсовет      |
| 32 | Прогресс           | село                    | ↘49       | Махалинский сельсовет     |
| 33 | Радищево           | село                    | ↘1243     | Анненковский сельсовет    |
| 34 | Ржавка             | деревня                 | ↗5        | Явлейский сельсовет       |
| 35 | Русская Пенделка   | село                    | ↘56       | Махалинский сельсовет     |
| 36 | Сосновка           | село                    | ↘99       | Комаровский сельсовет     |
| 37 | Старый Кряжим      | село                    | ↗794      | Махалинский сельсовет     |
| 38 | Сурмино            | село                    | ↘58       | Явлейский сельсовет       |
| 39 | Сухановка          | село                    | ↘1000     | Яснополянский сельсовет   |
| 40 | Сюзюм              | железнодорожная станция | ↘321      | Сюзюмский сельсовет       |
| 41 | Сюзюм              | село                    | ↘413      | Сюзюмский сельсовет       |
| 42 | Татарская Пенделка | село                    | ↘305      | Махалинский сельсовет     |
| 43 | Татарский Канадей  | село                    | ↘2356     | Большетруевский сельсовет |
| 44 | Тихменево          | село                    | ↗379      | Явлейский сельсовет       |
| 45 | Траханиотово       | село                    | ↘48       | Посёльский сельсовет      |
| 46 | Тютнярь            | село                    | ↘264      | Анненковский сельсовет    |
| 47 | Ульяновка          | село                    | ↘1322     | рабочий посёлок Евлашево  |
| 48 | Часы               | село                    | ↘91       | Явлейский сельсовет       |
| 49 | Чибирлей           | село                    | ↘755      | Чибирлейский сельсовет    |
| 50 | Шелемис            | село                    | ↘59       | Явлейский сельсовет       |
| 51 | Шишовка            | село                    | ↘130      | Явлейский сельсовет       |
| 52 | Явлейка            | село                    | ↘627      | Явлейский сельсовет       |
| 53 | Ясная Поляна       | село                    | ↘1263     | Яснополянский сельсовет   |

### Упразднённые населённые пункты
В декабре 2015 года деревня Садовка Яснополянского сельсовета исключена из учётных данных административно-территориального устройства Пензенской области как населённый пункт фактически прекративший своё существование, в котором отсутствуют официально зарегистрированные жители.

## Известные уроженцы района
- Усманов, Шамиль Хайруллович (1898—1937) — татарский советский писатель, политический деятель[26].
- Адель Кутуй (1903—45) — татарский советский писатель[27].
- Базанов, Сергей Фёдорович (1907—1943) — советский военачальник, подполковник.
- Гаврилова, Надежда Васильевна (р. 1938) — закройщица Кузнецкой обувной фабрики;[28]
- Захматов, Владимир Дмитриевич (р. 1954) — учёный в сфере физики горения и взрыва, разработчик современных импульсных средств пожаротушения, доктор технических наук, профессор.
- Родионов, Евгений Александрович (1977—1996) — российский пограничник, участник боевых действий в Чечне, посмертно награждён орденом Мужества и орденом «Слава России».

## Инфраструктура

### Экономика
На берегу реки Труёв в экологически чистом месте в селе Ульяновка, что в семи километрах от Кузнецка, находится санаторий «Надежда», в котором проходит лечение заболеваний мочеполовой системы, в том числе мочекаменной болезни, заболеваний органов кровообращения, дыхания, пищеварения, нервной, эндокринной и костно-мышечной систем, а также болезней глаз, горла, носа.

## Достопримечательности
На территории района расположен государственный природный заповедник Приволжская лесостепь, включающий урочище «Верхнесурский лесной участок» и участок «Кунчеровская лесостепь». Кроме этого, имеются три охраняемых памятника природы «Никольское болото», «Клюквенное болото» и урочище «Три горы».
Близ с. Никольское находится археологический комплекс Никольское селище, памятник археологии Золотоордынского периода.
На 744 километре автомобильной дороги М5 «Урал» установлен памятник-обелиск А. Н. Радищеву.

## Транспорт
По территории района проходит Куйбышевская железная дорога, федеральная трасса М5 «Урал».